# Tetsuo: The Bulletman
Tetsuo: The Bullet Man es una película japonesa de terror cyberpunk de 2009.  Fue precedido por Tetsuo: The Iron Man y Tetsuo II: Body Hammer .

## Trama
Anthony es un hombre de padre estadounidense y madre japonesa fallecida que vive y trabaja en Tokio . Un día, su hijo muere en un accidente automovilístico y poco después, Anthony comienza a transformarse en metal. Al recibir una visión de documentos científicos, Anthony descubre una habitación secreta en la casa de su padre que contiene archivos que detallan un misterioso Proyecto Tetsuo. También se entera de que su padre conoció a su madre mientras cada uno investigaba el proyecto. 
Llega la esposa de Anthony, Yuriko, pero antes de ver a su marido transformado, llega un equipo SWAT y la toman como rehén. La transformación de Anthony termina y derrota al equipo SWAT con balas disparadas desde su cuerpo, pero se abstiene de matarlos. El equipo gravemente herido es extraído, pero luego asesinado por Yatsu, la versión de esta película de "The Metal Fetishist".  Ahora, creyendo que ha sido poseído por un demonio, Anthony intenta suicidarse usando un arma que crece en su mano, pero falla. Anthony y Yuriko luego se encuentran con el padre de Anthony, quien les explica todo: la madre de Anthony estaba disgustada con el resultado militarista del Proyecto Tetsuo, y se unió a él como una forma de ayudar a dar nuevos cuerpos a las personas lisiadas y enfermas. Cuando la madre de Anthony se dio cuenta de que pronto moriría de cáncer, insistió en que su marido la recreara como un androide Tetsuo para poder tener un hijo con su esposa recreada. Ese niño se convirtió en Anthony, lo que significa que Anthony y su difunto hijo siempre fueron parte Tetsuo. 
Mientras tanto, se revela que Yatsu fue quien mató al hijo de Anthony mediante homicidio vehicular, como una forma de provocar la transformación de Anthony. Yatsu, en esta versión sin poderes metálicos, ha llegado a la conclusión de que la única forma en que preferiría morir es con una bala del cuerpo de Anthony, ya que cometer un asesinato empujaría a Anthony a consumir y destruir el mundo en lugar de Yatsu. Yatsu secuestra a Yuriko y amenaza con detonar una bomba que ha creado en su collar si Anthony no le dispara. La transformación de ira de Anthony alcanza su punto máximo y se convierte en una gigantesca bestia de metal con un cañón en el centro. Yatsu provoca y amenaza a Anthony con dispararle. Al recibir una visión de la ciudad explotando en una bola de luz gigante si mata a Yatsu, Anthony niega este deseo y, en cambio, consume a Yatsu por completo en su cuerpo de metal y luego regresa a su forma humana.
Cinco años después, Anthony y Yuriko tuvieron un nuevo hijo y regresaron a una vida normal y feliz. Mientras está frente a un espejo, Anthony escucha las últimas palabras de Yatsu: "[No me quieres dentro de ti.] No sabes lo que haré". Sin embargo, cuando un grupo de jóvenes matones intenta intimidar a Anthony mientras camina por la calle, en lugar de permitir que su ira se apodere de él, él pasa junto a ellos con calma y confianza.

## Elenco
- Eric Bossick como Antonio
- Shinya Tsukamoto como Yatsu
- Akiko Mono como Yuriko
- Stephen Sarrazin como paseo

## Realización
La película se estrenó el 5 de septiembre de 2009 como parte del Festival de Cine de Venecia  y se estrenó en Estados Unidos el 25 de abril de 2010 como parte del Festival de Cine de Tribeca . 

## Banda sonora
Los créditos finales de la película presentan una pista original de Trent Reznor de la banda de rock industrial Nine Inch Nails titulada "Theme for Tetsuo: The Bullet Man".  El director Shinya Tsukamoto ha declarado que la colaboración con el líder de la banda Trent Reznor marcó el cumplimiento de una ambición de larga data de trabajar con el grupo.  Tsukamoto había colaborado previamente con Reznor en un comercial al estilo Tetsuo para MTV Japón. 

## Mercancías
Kotobukiya lanzó la figura real oficial de Bullet Man en la Comic-Con Internacional de San Diego de 2010. 